# Jimmy Heath

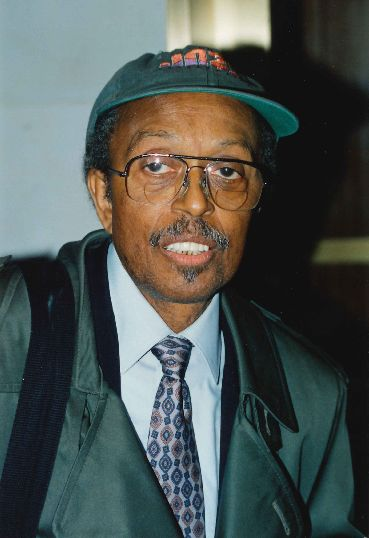
Jimmy Heath (1998)

Jimmy Heath (* 25. Oktober 1926 in Philadelphia, Pennsylvania als James Edward Heath, Spitzname Little Bird; † 19. Januar 2020 in Loganville, Georgia) war ein US-amerikanischer Jazzmusiker (Saxophone, Flöte, Komposition und Arrangement), der für seinen lyrischen Sound und seine nuancierten Arrangements, etwa in der Band mit seinen Brüdern Percy und Tootie Heath bekannt war.

## Leben und Wirken
Heath war, zunächst als Altsaxophonist, 1945–46 Mitglied der Nat Towles Band. Danach kehrte er nach Philadelphia zurück, wo er erstmals als Komponist und Arrangeur aktiv wurde, u. a. für John Coltrane und Benny Golson. Mitglieder einer seiner ersten Big Bands waren John Coltrane, Benny Golson, Specs Wright, Cal Massey, Johnny Coles, Ray Bryant und Nelson Boyd.
1948 unternahm er mit seinem Bruder Percy Heath und Howard McGhee eine Europatournee, danach wurden er und sein Bruder Mitglied der Big Band von Dizzy Gillespie. Er wechselte zum Tenorsaxophon, um zu versuchen, nicht wie Charlie Parker zu klingen. Anfang der 1950er Jahre unternahm er Tourneen mit Miles Davis, J. J. Johnson, Milt Jackson und Kenny Clarke.
Sieben Jahre lang war Heath süchtig nach Heroin: Nach einer Verhaftung wegen Drogenvergehens 1954 wurde er zu einer Bewährungsstrafe verurteilt, die ihn zwang, Arbeiten außerhalb der Stadt abzulehnen, darunter einen großen Auftritt mit Max Roach und Clifford Brown. Eine zweite Verhaftung brachte Heath für fast viereinhalb Jahre ins Gefängnis, wo er die Gefängnis-Bigband leitete und auch für sie schrieb. Aufgrund seiner Bewährungsauflagen musste Heath nach der Freilassung 1959 weiterhin in Philadelphia bleiben; das hinderte ihn daran, Nachfolger von Coltrane in der Band von Miles Davis zu werden. Nachdem er von Cannonball Adderley und Philly Joe Jones dazu aufgefordert wurde, wurde er stattdessen bei Riverside Records als Arrangeur tätig; auch komponierte er Stücke wie „Gemini“ und „Gingerbread Boy“. 1961 wirkte er zudem bei Elmo Hopes Album Homecoming! mit, Ende 1969 bei Kawaida unter Leitung seines Bruders Tootie.
In den 1970er Jahren gründete er mit seinen Brüdern Percy und Tootie die legendäre Band The Heath Brothers. Er wirkte an mehr als einhundert Alben mit, darunter sieben mit den Heath Brothers und 20 als Bandleader, und schrieb über einhundert Kompositionen, die u. a. von Musikern wie Art Farmer, Cannonball Adderley, Clark Terry, Chet Baker, Miles Davis, James Moody, Milt Jackson, Ahmad Jamal, Ray Charles, Dizzy Gillespie, J.J. Johnson und Dexter Gordon aufgeführt wurden. In seinen letzten Jahren befreite Heath sich nach Ansicht des Produzenten Brian Bacchus als Instrumentalist „in seinem Spiel von allen überflüssigen Noten und kam zum Kern dessen, was gesagt werden musste.“
Neben Jazzmusik komponierte Heath auch sieben Suiten und zwei Streichquartette. 1998 wurde unter Maurice Peress am Queens College sein sinfonisches Werk Three Ears aufgeführt. 2011 erschien seine Autobiografie I Walked With Giants (Temple University Press), die er mit Joseph McLaren geschrieben hatte. In hohem Alter nutzte er zum Komponieren und Arrangieren den Computer als Hilfsmittel.
Jimmy Heath starb im Januar 2020 im Alter von 93 Jahren. Posthum erschien im selben Jahr sein letztes Album Love Letter, an dem auch die Gastvokalisten Cécile McLorin Salvant und Gregory Porter mitgewirkt hatten.

## Ehrungen
1980, 1994 und 1995 wurde er für den Grammy nominiert, und 2003 wurde er für seine Lebensleistung mit der Jazz Masters Fellowship der staatlichen NEA-Stiftung ausgezeichnet. 2011 erhielt Heath den Lifetime Achievement Award der Jazz Journalists Association.

## Ausgewählte Diskografie

### Als Bandleader
- The Thumper, 1959
- Really Big!, 1960
- The Quota, 1961
- Triple Threat, 1962
- Fast Company, 1963
- Swamp Seed, 1963
- On the Trail, 1964
- The Gap Sealer, 1972
- Jimmy, 1972
- Love and Understanding, 1973
- Time and the Place, 1974
- Picture of Heath, 1975
- Marchin' On, 1975
- In Motion, 1979
- Brotherly Love, 1981
- New Picture, 1985
- Peer Pleasure, 1987
- Little Man, Big Band, 1992
- You've Changed, 1994
- You or Me, 1995

## Mit The Heath Brothers

### Als Sideman
Mit Miles Davis
- 1952–54: Miles Davis Volume 2, (Blue Note)

Mit Kenny Dorham
- 1953: Kenny Dorham Quintet (Debut)
- 1960: Showboat (Time)

Mit Blue Mitchell
- 1959: Blue Soul (Riverside)
- 1962: A Sure Thing (Riverside)

Mit Donald Byrd
- 1964: Up with Donald Byrd (Verve)

Mit Charles Earland
- 1970: Black Drops (Prestige)

## Filmografie
- Miles Davis: Birth of the Cool, Dokumentarfilm, Regie: Stanley Nelson Jr., USA, 2019.